# Gestaltpsychologie
De gestaltpsychologie is een stroming in de psychologie die stamt uit de jaren 1920 en 1930 in Europa en de Verenigde Staten. Het was een reactie op het structuralisme omdat daar aangenomen wordt dat perceptie bestaat uit een reeks afzonderlijke sensaties.

## Algemeen
De mensen nemen de wereld waar in gehelen en patronen. Gestalt is een Duits woord en betekent zoveel als "georganiseerde" of "gehele" vorm. Het kwam op rond 1930 in Duitsland onder leiding van Max Wertheimer en in samenwerking met onder andere Kurt Koffka, Wolfgang Köhler en Kurt Lewin en verplaatste zich snel naar de Verenigde Staten vanwege de dreiging van het nazisme. Uiteindelijk verloor het zijn positie als belangrijk psychologisch veld, maar raakte het wel geïntegreerd in verschillende andere psychologische stromingen.
Gestaltpsychologen kantten zich tegen structuralisten, omdat ze complexe fenomenen beschouwden als de som van elementaire gedragingen. Waar de structuralisten probeerden zich bezig te houden met de elementaire bouwblokken van de geest, probeerden de gestaltpsychologen het geheel in acht te houden.
Een voorbeeld hiervan is het phi-fenomeen (Wertheimer, 1912). Hierbij scheppen twee lichten die ruimtelijk gescheiden zijn en na elkaar oplichten, de illusie van beweging in de richting van het tweede licht. De Gestaltpsychologie zag hierin een bevestiging van het principe van isomorfisme. Dit is het idee dat een patroon van prikkels dat wordt waargenomen in structureel opzicht correspondeert met een soortgelijke toestand of patroon in de hersenen.
Behavioristen hadden moeite met het feit dat de resultaten in de gestaltpsychologie gebaseerd waren op de rapportering van bewuste ervaringen en dat ze fenomenen aantoonden zonder verder onderzoek met gedragsmethoden.

## Gestaltwetten

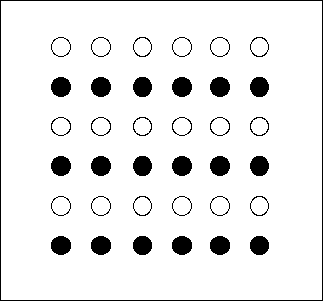
Voorbeeld van groeperen volgens het principe van overeenkomst

De gestaltpsychologen  waren  vooral gericht op de visuele perceptie. De waarneming van objecten in de omgeving  wordt volgens hen niet primair bepaald door de optelsom of associatie van individuele kenmerken, maar door de totale configuratie, of organisatie van indrukken door de hersenen. De hersenen creëren daarbij driedimensionale voorstellingen van tweedimensionale beelden

Voorbeeld van groeperen volgens het principe van ruimtelijke aanvulling (ook wel reïficatie genoemd) volgens bepaalde wetten of rationele principes. Deze principes hebben betrekking op de vorm, kleur, afstand en beweging van objecten in het gezichtsveld. Deze principes zijn deels  gebaseerd op (aangeboren) eigenschappen  van  het visuele systeem, maar deels ook op bepaalde verwachtingen in de hersenen, op grond van eerdere ervaringen. Aan dit centrale principe kunnen dan weer de volgende wetten worden ontleend:
- wet van gelijkenis: dingen die op elkaar lijken tot een geheel zien
- wet van dichtheid: elementen die dicht bij elkaar liggen, worden als eenheid beschouwd
- wet van continuering: onafgebroken en netjes afgewerkte figuren verkiezen boven onsamenhangende figuren
- wet van gemeenschappelijke bestemming: gelijkvormige objecten samenvoegen als ze een gelijke beweging of bestemming hebben
- wet van Prägnanz: minste cognitieve inspanning gaat voor